# Широкоуступское муниципальное образование
Широкоуступское муниципальное образование — сельское поселение в Калининском районе Саратовской области Российской Федерации.
Административный центр — село Широкий Уступ.

## История
Статус и границы сельского поселения установлены Законом Саратовской области от 27 декабря 2004 года № 94-ЗСО «О муниципальных образованиях, входящих в состав Калининского муниципального района».

## Население
| 2010 | 2011  | 2012  | 2013  | 2014  | 2015  | 2016 |
| ---- | ----- | ----- | ----- | ----- | ----- | ---- |
| 1176 | ↘1172 | ↘1158 | ↘1113 | ↘1076 | ↘1044 | ↘995 |
| 2017 | 2018  | 2019  | 2020  | 2021  |       |      |
| ↘975 | ↘932  | ↘888  | ↘860  | ↘782  |       |      |

## Состав сельского поселения
| № | Населённый пункт | Тип населённого пункта       | Население |
| - | ---------------- | ---------------------------- | --------- |
| 1 | Анастасьино      | село                         | ↘515      |
| 2 | Кочетов          | посёлок                      | 46        |
| 3 | Софьинка         | посёлок                      | 8         |
| 4 | Старая Ивановка  | село                         | 6         |
| 5 | Широкий Уступ    | село, административный центр | ↘601      |